# Bully (film, 2001)
 (novembre 2017).
Si vous disposez d'ouvrages ou d'articles de référence ou si vous connaissez des sites web de qualité traitant du thème abordé ici, merci de compléter l'article en donnant les références utiles à sa vérifiabilité et en les liant à la section « Notes et références ».
Pour les articles homonymes, voir Bully.
Pour plus de détails, voir Fiche technique et Distribution.
Bully est un film américain sorti en 2001 et inspiré d'un fait réel, avec Brad Renfro, Rachel Miner, Bijou Phillips, Nick Stahl et Michael Pitt. Écrit par David McKenna (sous le nom de Zachary Long) et Roger Pullis, il est une adaptation du livre Bully : A True Story of High School Revenge de Jim Schutze. Le film est réalisé par Larry Clark, qui avait aussi réalisé le film Kids (1995) et allait par la suite diriger Ken Park (2002).

## Synopsis
Dans l'État de Floride, une bande d'adolescents s'occupe comme elle peut, entre surf, drogue et sexe. Après avoir subi plusieurs années durant de constantes humiliations et violences de la part de son meilleur ami Bobby Kent, Marty Puccio, un jeune surfer, décide d'en finir. Avec le soutien de son groupe d'amis, tous également victimes de la tyrannie de Kent, il va mettre en œuvre son assassinat.
Le lieu est choisi d'entrée : un marais symbolique où la bande passa ses plus beaux moments.

## Faits réels
Le scénario s'appuie sur le livre Bully: A True Story of High School Revenge de Jim Schutze. Ce livre raconte le meurtre de Bobby Kent commis par son meilleur ami Martin Puccio Jr. en 1993. Les personnages portent le nom des protagonistes de cette affaire.

## Fiche technique
- Titre : Bully
- Réalisation : Larry Clark
- Scénario : David McKenna (sous le nom de Zachary Long) et Roger Pullis, d'après le livre de Jim Schutze Bully: A True Story of High School Revenge
- Pays :  États-Unis
- Durée : 109 minutes (1 h 49)
- Producteur : Don Murphy
- Distribution : Lions Gate Film
- Budget : 2 100 000 $
- Langue : anglais
- Genre : Drame, Thriller
- Interdit aux moins de 16 ans

## Distribution
- Brad Renfro (VF : Stanislas Forlani) : Martin Joseph "Marty" Puccio, un garçon en échec scolaire, souffre-douleur de son meilleur ami Bobby Kent
- Rachel Miner (VF : Céline Mauge) : Lisa Connelly, la petite amie de Marty qui a l'idée de faire tuer Bobby Kent
- Bijou Phillips (VF : Laura Blanc) : Alice "Ali" Willis, une copine de Lisa
- Nick Stahl (VF : Alexis Tomassian) : Bobby Kent, un adolescent intelligent, mais sadique et très violent avec ses amis
- Michael Pitt (VF : Didier Cherbuy) : Donald "Donny" Semenec, un adolescent accro à la drogue
- Kelli Garner : Heather June Swallers, une jeune paumée, amie d'Alice
- Leo Fitzpatrick (VF : Fabien Jacquelin) : Derek Leon Kaufman, une petite frappe grande gueule qui se fait passer pour un tueur professionnel
- Daniel Franzese : Cousin Derek Dzvirko, le cousin costaud et bagarreur de Lisa
- Nathalie Paulding : Claudia
- Jessica Sutta : Blonde
- Ed Amatrudo : Fred Kent
- Steve Raulerson : Mr Willis
- Judy Clayton : Mrs. Willis
- Alan Lilly : Mr Puccio
- Irene B. Colletti : Mrs. Puccio
- Elizabeth Dimon (VF : Frédérique Cantrel) : Mrs. Connelly

## Analyse
Ce long métrage se démarque des autres du genre par sa fin tragique, au sens où les protagonistes n'ont pas de fin heureuse. En effet, le meurtre, et en l'occurrence l'assassinat, étant un crime, il était quasi fantasmagorique qu'ils s'en sortent indemnes bien qu'ils soient les "gentils".
C'est pourquoi, peu après la mort de Bobby Kent, la bande se voit réunie au tribunal, prête à être jugée pour son crime.[réf. souhaitée]
Les sentences suivantes sont prononcées proportionnellement au rôle que chacun a tenu dans le complot :
- Heather J. Swallers (Kelli Garner) : 7 ans de réclusion criminelle pour complicité d'homicide volontaire avec préméditation
- Derek Dzvirko (Daniel Franzese) : 11 ans de réclusion criminelle pour complicité d'homicide volontaire avec préméditation
- Alice Willis (Bijou Phillips) : 40 ans de réclusion criminelle pour complicité d'homicide volontaire avec préméditation + circonstances aggravantes
- Donald Semenec (Michael Pitt) : emprisonnement à perpétuité pour homicide volontaire avec préméditation + circonstances aggravantes
- Derek Kaufman (Leo Fitzpatrick) : emprisonnement à perpétuité pour complicité d'homicide volontaire avec préméditation + circonstances aggravantes
- Lisa Connely (Rachel Miner) : emprisonnement à perpétuité pour complicité d'homicide volontaire avec préméditation + circonstances aggravantes
- Marty Puccio (Brad Renfro) : condamnation à la peine de mort par la chaise électrique pour homicide volontaire avec préméditation + incitation à la violence + circonstances aggravantes

## Distinctions

### Prix
- Grand prix au Festival international du film de Stockholm de 2001

### Nomination
- Mostra de Venise : En compétition pour le Lion d'or